# Complicated
Complicated – pierwszy singel kanadyjskiej piosenkarki Avril Lavigne z jej debiutanckiego, wydanego w 2002 roku albumu zatytułowanego Let Go, równocześnie będąc debiutanckim singlem artystki w ogóle. Piosenka jest uznawana za tzw. signature song artystki, czyli utwór, z którym jest ona najczęściej identyfikowana. Utwór dotarł na 2. pozycję listy Billboard Hot 100 oraz na 3. pozycję UK Singles Chart. Pod względem sukcesu „Complicated” jest drugim najbardziej utytułowanym singlem piosenkarki, a także jednym z bardziej utytułowanych singli z 2002 roku. Utwór uplasował się na 197. miejscu listy „The 500 Greatest Songs Since You Were Born” magazynu Blender. W 2003 roku Weird Al Yankovic wydał „A Complicated Song” parodiującą utwór Lavigne.

## O piosence
Utwór został napisany przez Lavigne oraz grupę „The Matrix”. Słowa piosenki, w których Avril wyraża się w pierwszej osobie, opowiadają o jej skomplikowanej sytuacji z chłopakiem. Lavigne lubi przebywać z nim sam na sam, lecz kiedy w pobliżu znajdują się jego znajomi chłopak staje się zupełnie inną osobą.

## Teledysk
W teledysku Avril spotka przyjaciół i postanawiają oni „spenetrować” centrum handlowe (w oryginale „crash the mall”). Kierują się tam na deskorolkach. Niektóre sceny ukazują Lavigne z jej zespołem grającą na gitarze. Inne z kolei pokazują Avril i jej przyjaciół w centrum handlowym grzebiących w ubraniach, biżuterii i zaczepiających pracowników. W teledysku pojawili się brat oraz siostra piosenkarki.

## Wyróżnienia
Do dziś kanadyjskie wydanie singla osiągnęło nakład 100.000 kopii w Kanadzie. Utwór pokrył się tam złotem i platyną, a także zdobył tytuł singla 2003 roku. „Complicated” została nominowana do nagrody Grammy w kategorii Song of the Year oraz Best Female Pop Vocal Performance jednak nagrodę zdobyła piosenka „Don’t Know Why” Norah Jones.

## Wykorzystanie utworu
„Complicated” wykorzystano w trailerze filmu Dziewczyny z wyższych sfer z 2003 roku, z Brittany Murphy i Dakotą Fanning w rolach głównych.
Kawałek, zmiksowany przez Pablo La Rossę, pojawia się także w grze FIFA Football 2003.

## Formaty singla
Singel CD – USA, Kanada, Meksyk
1. „Complicated” 4:03
2. „I Don’t Give” 3:39
3. „Why” 4:00
4. Complicated (Teledysk)

Singel CD – Australia
1. „Complicated” 4:03
2. „I Don’t Give” 3:39
3. „Why” 4:00

Singel CD – Japonia, USA, Francja, Włochy, Holandia
1. „Complicated” (The Matrix Mix) 4:08
2. „I Don’t Give” 3:39

## Pozycje na listach przebojów
| Lista                                       | Pozycja |
| ------------------------------------------- | ------- |
| United World Chart                          | 1       |
| World Airplay Top 100                       | 1       |
| Europejska Hot 200                          | 2       |
| U.S. Billboard Hot 100                      | 2       |
| U.S. Billboard Latin Tropical/Salsa Airplay | 20      |
| U.S. Adult Contemporary                     | 13      |
| U.S. ARC Weekly Chart (Top 40)              | 1       |
| U.S. Latin Pop Airplay                      | 28      |
| Kanadyjska Singles Chart                    | 21      |
| Kanadyjska BDS Airplay Chart                | 1       |
| Australijska Singles Chart                  | 1       |
| Nowozelandzka RIANZ Singles Chart           | 1       |
| Japońska Osakan Hot 100                     | 1       |

| Lista                               | Pozycja |
| ----------------------------------- | ------- |
| UK Singles Chart                    | 3       |
| Irlandzka Singles Chart             | 1       |
| Hiszpańska Los 40 Principales       | 1       |
| Belgijska Ultratop 50 (francuska)   | 5       |
| Belgijska Ultratop 50 (holenderska) | 3       |
| Szwedzka Singles Chart              | 2       |
| Norweska Singles Chart              | 1       |
| Argentyńska Top 40 Singles Chart    | 1       |
| Brazylijska Top 10 Singles Chart    | 1       |
| Meksykańska Top 100 Singles Chart   | 1       |
| Wenezuelska Singles Chart           | 1       |
| Singles Chart Hongkongu             | 1       |

## Historia wydania
| Region            | Data             | Wytwórnia      | Format               |
| ----------------- | ---------------- | -------------- | -------------------- |
| Stany Zjednoczone | 23 kwietnia 2002 | Arista Records | CD, digital download |
| Europa            | 8 lipca 2002     | Sony BMG       | CD, digital download |
| Wielka Brytania   | 12 sierpnia 2002 | Arista Records | CD, digital download |